# Болезни пожилого возраста

Возрастные показатели заболеваемости раком, 2003—2007 гг.

Связанное со старением заболевание — это заболевание, которое чаще всего наблюдается с возрастающей частотой по мере старения. По существу, связанные со старением заболевания представляют собой осложнения, возникающие в результате старения. Возрастные заболевания следует отличать от самого процесса старения, поскольку все взрослые животные стареют, за исключением нескольких редких исключений, но не все взрослые животные испытывают все возрастные заболевания. Болезни, связанные с старением, не относятся к возрастным заболеваниям, таким как детские болезни ветряная оспа и корь, «Болезнь, связанная со старением» используется здесь для обозначения «болезней пожилого возраста». Заболевания, связанные со старением, не следует путать с болезнями ускоренного старения, которые все являются генетическими.
Примерами заболеваний, связанных со старением, являются атеросклероз и сердечно-сосудистые заболевания, рак, артрит, катаракта, остеопороз, диабет 2 типа, гипертония и болезнь Альцгеймера. Заболеваемость всеми этими заболеваниями увеличивается экспоненциально с возрастом.
Из примерно 150 тыс. человек, которые умирают каждый день по всему миру, около двух третей — 100 тыс. человек в день — умирают по причинам, связанным с возрастом. В промышленно развитых странах эта доля выше и достигает 90 %.

###### Список всех болезней старческого возраста с описанием причины и возможностями исцеления
Рак
Атеросклероз
Диабет 2 типа
Болезнь Паркинсона
Болезнь Альцгеймера
Остеопороз
Плотность костной ткани с возрастом снижается. К 85 годам около 70 % женщин и 30 % мужчин страдают остеопорозом, который определяется как снижение плотности костной ткани на 2,5 стандартных отклонения по сравнению с молодыми людьми.
Артрит
Катаракта
Инсульт
Инфаркт
Сердечная недостаточность
Дегенерация желтого пятна глаза
Доброкачественная гиперплазия предстательной железы
Анемия
Анемия — это снижение общего количества эритроцитов или гемоглобина в крови или снижение способности крови переносить кислород
Астма
Цирроз
Желчнокаменная болезнь
Хроническая обструктивная болезнь легких
Ишемическая болезнь сердца
Растет заболеваемость цитомегаловирусной инфекцией
Адентулизм (потеря зубов)
Эмфизема
Высокое давление
Повышается риск переломов бедра
Болезнь Ходжкина
Заболевания почек
Заболевание почек, или почечное заболевание, также известное как нефропатия, — это повреждение или заболевание почек. Нефрит-это воспалительное заболевание почек, которое имеет несколько типов в зависимости от локализации воспаления
Остеоартрит
Ожирение
Вирусный гепатит
Почечная недостаточность
Боково́й (латера́льный) амиотрофи́ческий склеро́з

## Образцы различий
К 3 годам около 30 % крыс заболевают раком; для человека же этот процент заболевания раком достигается к 85 годам. Люди, собаки и кролики подвержены болезни Альцгеймера, а грызуны — нет. Пожилые грызуны обычно умирают от рака или болезни почек, но не от сердечно-сосудистых заболеваний. У людей относительная заболеваемость раком возрастает экспоненциально с возрастом для большинства видов рака, но выравнивается или может даже уменьшиться к возрасту 60-75 лет (хотя относительная заболеваемость раком ободочной и прямой кишки продолжает расти).
Люди с так называемыми сегментарными прогериями уязвимы для различных заболеваний. Люди с синдромом Вернера страдают от остеопороза, катаракты и сердечно-сосудистых заболеваний, но не от нейродегенерации или болезни Альцгеймера; Те, у кого синдром Дауна, страдают диабетом 2 типа и болезнью Альцгеймера, но не страдают высоким кровяным давлением, остеопорозом или катарактой. При синдроме Блума больные чаще всего умирают от рака.

## Исследования
Старение увеличивает уязвимость для возрастных заболеваний, тогда как генетика определяет уязвимость или устойчивость между видами и индивидуумами внутри видов. Говорят[кто?], что некоторые возрастные изменения (например, седеющие волосы) не связаны с увеличением смертности. Но некоторые биогеронтологи полагают, что те же основные изменения, которые вызывают появление седых волос, также увеличивают смертность в других системах органов, и что понимание частоты возрастных заболеваний будет способствовать расширению знаний о биологии старения, так же как и знания о детских болезнях и знания о человеческом развитии.
Стратегии искусственного незначительного старения (SENS) — это исследовательская стратегия, которая направлена на устранение нескольких «первопричин» возрастных заболеваний и дегенерации, а также на разработку медицинских процедур для периодического устранения всех таких повреждений в организме человека. До настоящего времени программа SENS определила семь типов ущерба, связанного со старением, и для каждого были намечены возможные решения. Тем не менее, критики утверждают, что программа SENS в лучшем случае «оптимистична», и что процесс старения слишком сложен и мало понятен, чтобы SENS был научным или осуществимым в обозримом будущем. Недавно было предложено, что связанные с возрастом заболевания опосредуются порочными циклами.

## Заболевания пожилых людей в России
В России пожилые люди чаще всего страдают от заболеваний системы кровообращения, болезней, характеризующихся повышенным кровяным давлением, гипертензивной болезни сердца. Среди самых распространенных среди старшего поколения россиян заболеваний также проблемы с костно-мышечной системой и соединительными тканями и болезни органов дыхания. Больше всего пожилых людей, по данным на 2019 год, болело в Ненецком автономном округе, Забайкальском крае, Самарской области, Санкт-Петербурге и Чувашии. У 54 % россиян старше трудоспособного возраста диагностировано одно или несколько хронических заболеваний.